# 棕竹
棕竹（学名：Rhapis excelsa）为棕榈科棕竹属下的一个种。棕竹又稱觀音竹、筋頭竹、棕櫚竹、矮棕竹，為棕櫚科棕竹属常綠觀葉植物，棕竹原產於中國，日本也有種植。

## 形態
棕竹為叢生灌木，高1至3米，莖幹直立。莖纖細像手指，不分枝，有葉節，有褐色網狀纖維的葉鞘。葉集生於莖頂，葉掌狀，深裂達葉基部，有裂片3至12片，每片長約20至25厘米、寬1至2厘米，葉柄細長，被毛，長約8至20厘米。花數量極多，花序腋生，花細小，淡黃色，棕竹是雌雄異株。花期4至5月。漿果及種子為球形。

## 種植
棕竹喜歡溫暖潮濕、半陰及通風良好的環境，畏懼烈日當空，較耐寒，可耐0℃左右低溫。

## 繁殖
棕竹可用播種和分株繁殖，家庭種植時多以分株繁殖。播種以疏氣透水泥土為基質，一般用腐葉土與河沙混合。種子播種前可用30至35℃溫水浸泡兩天處理，種子開始萌發時再播種，播種後覆土稍深。一般播後1至2個月可發芽，其發芽率約80%。當幼苗子葉長達8至10厘米時就可進行移栽，移栽時最好3至5株種植為一叢，以利成活和生長。而分株繁殖一般在春季換盆時侯進行，把原本的植叢用消毒過的利刀切開數叢，分切時不要傷害到根及芽，每叢有8至10株以上，否則生長緩慢，觀賞價值差。分株上盆之後置於半陰處，保持泥土濕潤，並經常向葉面噴水，以免葉片枯黃，待萌發新枝後才移至有陽光的地方養護，作正常管理。

## 用途
莖幹可用作手杖和傘柄，葉鞘纖維和根可作藥用。

## 扩展阅读
- 維基物種上的相關：棕竹